# .22 윈체스터 매그넘 림파이어

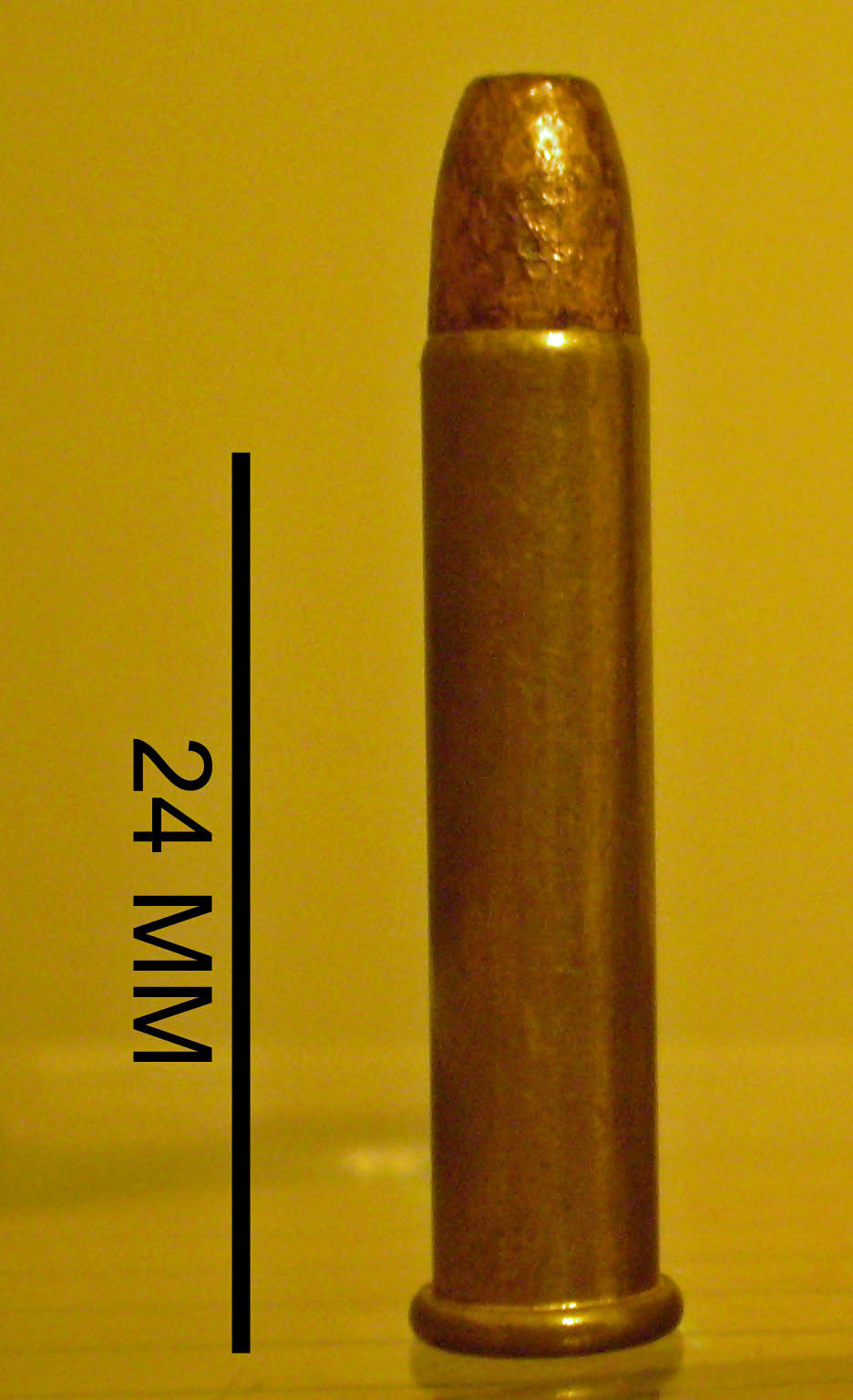
.22 윈체스터 매그넘 림파이어

.22 윈체스터 매그넘 림파이어(.22 Winchester Magnum Rimfire) 또는 .22 WMR, .22 매그넘, .22 WMRF, .22 MRF, 또는 22 매그로 알려진 이 탄약은 림파이어 탄약통이다. 원래 소총 총열에서 2,000 피트 매 초 (610 m/s) 범위의 속도를 내는 40 그레인 (2.6 g)의 탄환 무게로 장전되었던 .22 WMR은 현재 1,530 피트 매 초 (470 m/s)에서 50 그레인 (3.2 g)부터 2,200 피트 매 초 (670 m/s)에서 30 그레인 (1.9 g)까지 다양한 탄환 무게로 장전된다.

## 역사
.22 WMR은 1959년 윈체스터에서 도입되었지만, 1960년 윈체스터 모델 61 슬라이드 소총에 사용할 수 있게 되기 전까지 윈체스터에서 사용되지 않았다. 이 새로운 탄약을 채택한 최초의 소총은 1959년 말린 레버매틱 소총이었는데, 그 디자인이 더 강력한 탄약을 수용하도록 쉽게 변경될 수 있었기 때문이다. 윈체스터 61이 도입될 무렵, 스미스 & 웨슨과 루거는 이를 위한 리볼버를 가지고 있었고, 새비지는 모델 24와 2012년 말부터 모델 24의 더 현대적인 업데이트인 모델 42를 출시했는데, 이는 .22/.410 소총/산탄총 복합총이다. 이는 20세기에 도입된 유일하게 성공적인 림파이어 탄약이었다.

## 치수 및 장전
.22 WMR은 더 인기 있는 .22 LR보다 직경과 길이 모두에서 더 큰 케이스를 사용한다. .22 WMR 케이스는 구형 .22 WRF의 늘어난 버전이며, 이 두 탄약 모두 .22 LR처럼 힐드 탄환을 사용하는 대신 탄환이 케이스 안에 장착되어 있다. 40-그레인 (2.6 g) 탄환을 사용하는 가장 일반적인 현대 .22 WMR 장전에서는 더 많은 화약과 더 높은 지속 압력의 조합으로 소총에서 1,875 피트 매 초 (572 m/s), 권총에서 1,500 피트 매 초 (460 m/s)의 속도를 낸다. .22 WMR 탄약은 케이스 치수가 더 길고 넓기 때문에 .22 LR 총기의 약실에 맞지 않는다.
탄환 직경은 같지만, 더 큰 .22 WMR 약실은 더 작은 .22 LR 탄약을 지지하지 않는다. .22 WMR 약실에서 더 작은 .22 LR 탄을 발사하면 탄피가 부풀어 오르거나 갈라지고, 약실 뒤쪽에서 고압 가스가 누출되며, 탄환이 약실 목구멍을 벗어나면서 충돌하여 사수나 주변인에게 부상을 입힐 수 있고, 탄약 성능이 저하된다.
총기 제조업체는 .22 LR 또는 .22 WMR 약실이 있는 .22 리볼버 모델과 두 약실을 모두 포함하는 컨버터블 키트를 제공하여 사수가 동일한 총기에서 구경을 쉽게 변경할 수 있도록 한다.

## 사용
.22 WMR은 .22 롱 라이플과 비슷한 무게의 탄환을 사용하지만, 훨씬 빠르기 때문에 모든 거리에서 더 평탄하고 멀리 날아가며 더 강하게 타격한다. .22 WMR의 동일한 40-그레인 (2.6 g) 탄환은 100 야드 (91 m) 거리에서도 총구에서 .22 LR보다 50% 더 많은 운동 에너지를 가진다. .22 WMR은 확장 탄환을 사용할 때 더 긴 거리에서 향상된 관통력과 더 신뢰할 수 있는 확장을 제공한다.
3-인치 (76 mm) 높이의 표적에 대해 최대 영점 조준될 경우, 40-그레인 (2.6 g) .22 WMR은 거의 125 야드 (114 m)의 유효 사거리를 가진다. 이로 인해 .22 WMR은 단거리에서 중거리 유해 조수 사냥용 소총 및 수렵 소총 탄약으로 효과적이다. .22 WMR은 토끼, 산토끼, 마멋, 프레리 독, 여우, 너구리, 주머니쥐, 코요테와 같은 작은 사냥감을 효과적으로 사냥할 수 있다. 상대적으로 조용한 발사음과 무시할 만한 반동은 또한 장시간 사격하기에 매우 즐거운 표적 및 레저용 탄약이 되게 한다.

## .22 WMR을 사용하는 총기
이것은 1959년 말린 모델 57M 레버매틱 카빈총에 처음 등장했으며, 이어서 .410 구경 새비지 모델 24 복합총 위에 .22 WMR이, 그리고 윈체스터 자체의 모델 61 및 275 펌프액션 소총과 모델 255 레버액션 소총이 뒤따랐다. 키아파 더블 배저 복합총 또한 .410 구경 위에 .22 WMR 옵션이 있다. 스프링필드 아모리 M6 스카우트도 .410 구경 위에 .22 매그넘으로 제작된다. 키아파 M6 서바이벌 건은 유사한 복합총으로, .22 매그넘 총열 위에 12 게이지 또는 20 게이지 산탄총 총열이 있다.
다수의 단발 및 연발총이 .22 WMR로 제공되었다. .22 WMR은 일반적인 블로우백 작동 방식이 일반적으로 처리하는 압력을 초과하여 작동하지만, 자동 장전식 제퍼슨 모델 159는 이 탄약을 위해 도입되었다. 1990년대까지 대부분의 .22 WMR 총기는 볼트액션 소총이었다. 1977-1985년에 해링턴 & 리처드슨은 최초의 미국산 반자동 .22 WMR을 생산했다. 1990년대에는 반자동 .22 WMR 소총이 루거 (10/22)와 말린에 의해 도입되었으며, 현재는 레밍턴 (모델 597)과 탄포글리오 어필 라이플뿐만 아니라 엑셀 암스 액셀러레이터 라이플 및 새비지 암스 A22 매그넘에 의해 생산된다.
.22 WMR용 리볼버는 스미스 & 웨슨, 콜트, 타우루스, 노스 아메리칸 암스, 헤리티지 암스, 스텀 루거에서 제작한다. 이 탄약을 위한 반자동 권총은 켈-텍, 그렌델 및 AMT에서 생산되거나 (생산되었거나) 현재는 후자 두 회사가 폐업했다 (AMT는 하이 스탠다드에 의해 부활했다). 그렌델, AMT 및 켈-텍 디자인은 약실에서 가스를 이용하여 길고 얇은 탄약을 윤활하도록 설계된 플루트 또는 가스 포트가 있는 특수 약실을 사용하였는데, 이는 블리시 효과를 극복하고 탄약을 쉽게 추출할 수 있게 하였다. 하이-스탠다드는 .22 WMR과 .22 LR 모두로 된 고전적인 2발 오버/언더 데린저의 다양한 모델과 버전을 생산했다.

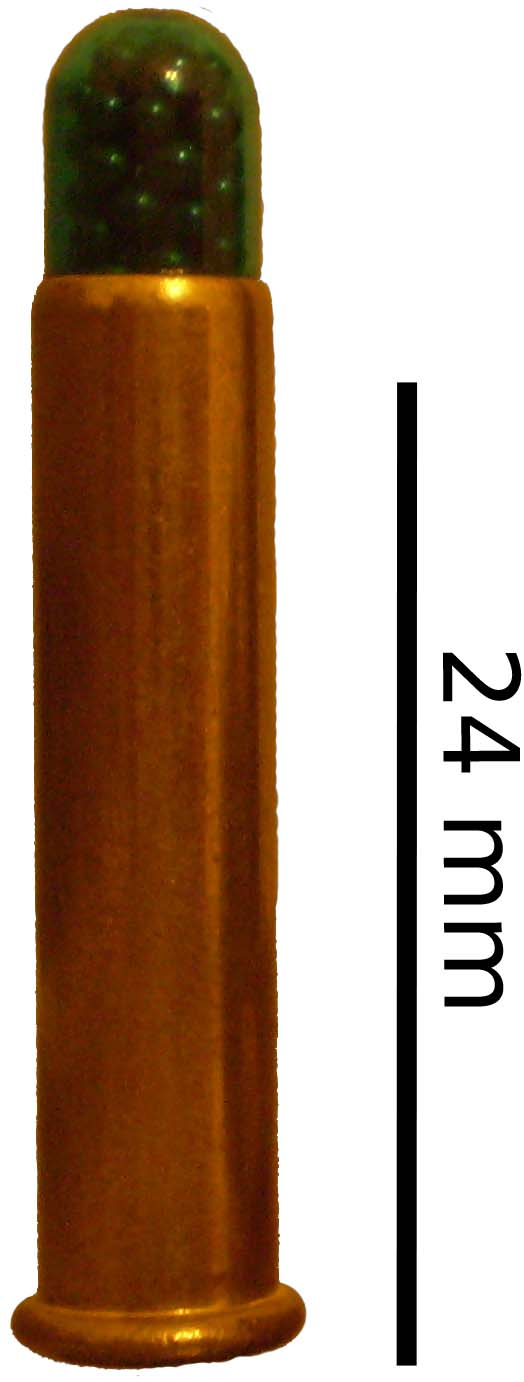
.22 WMR 스네이크 샷

말린 모델 25MG는 말린 파이어암스에서 제조한 활강, 8발, 탄창 공급, .22 WMR, 볼트액션 산탄총이다. 이것은 특히 스네이크 샷을 사용하도록 설계되었으며, 작은 정원 및 농장 해충 처리용 "가든 건"으로 판매되었다. 스네이크 샷을 사용할 때 약 15 야드 (14 m)의 유효 사거리를 가진다. 이전 말린 .22 구경 디자인을 기반으로 한 가든 건은 고시인성 전방 조준경이 장착되었지만 후방 조준경은 없었다.

아르헨티나의 EDDA 기관단총은 .22 WMR 탄약을 사용한다.
2014년에 켈-텍은 PMR-30과 동일한 30발 더블 스택 탄창을 사용하는 .22 WMR 탄약으로 장전된 16인치 총열과 1:14 트위스트 비율을 가진 PDW 스타일 소총인 CMR-30을 출시했다.
2018년 스탠다드 매뉴팩처링은 라스베이거스 샷 쇼에서 8발 .22 WMR 리볼버를 선보였다. 이 리볼버는 원래 볼리파이어(Volleyfire)로 소개되었다. 이 총은 나란히 배치된 총열을 가지고 있으며, 방아쇠를 당길 때마다 .22 WMR 탄약 2발(총열당 1발)을 발사한다. 2019년에 이 총은 생산에 들어가 "선더스트럭"(Thunderstruck)으로 이름이 변경되었다.
최근 몇 년 동안, 건크래프트 유한회사(Guncraft Ltd)와 같은 몇몇 영국 회사는 영국의 제한적인 총기법으로 인해 자동 장전식 중앙 발화 소총에 접근할 수 없는 민간 사수들을 대상으로 .22 WMR 탄약으로 장전된 반자동 AR-15 스타일 소총을 만들고 있다.

## 탄약

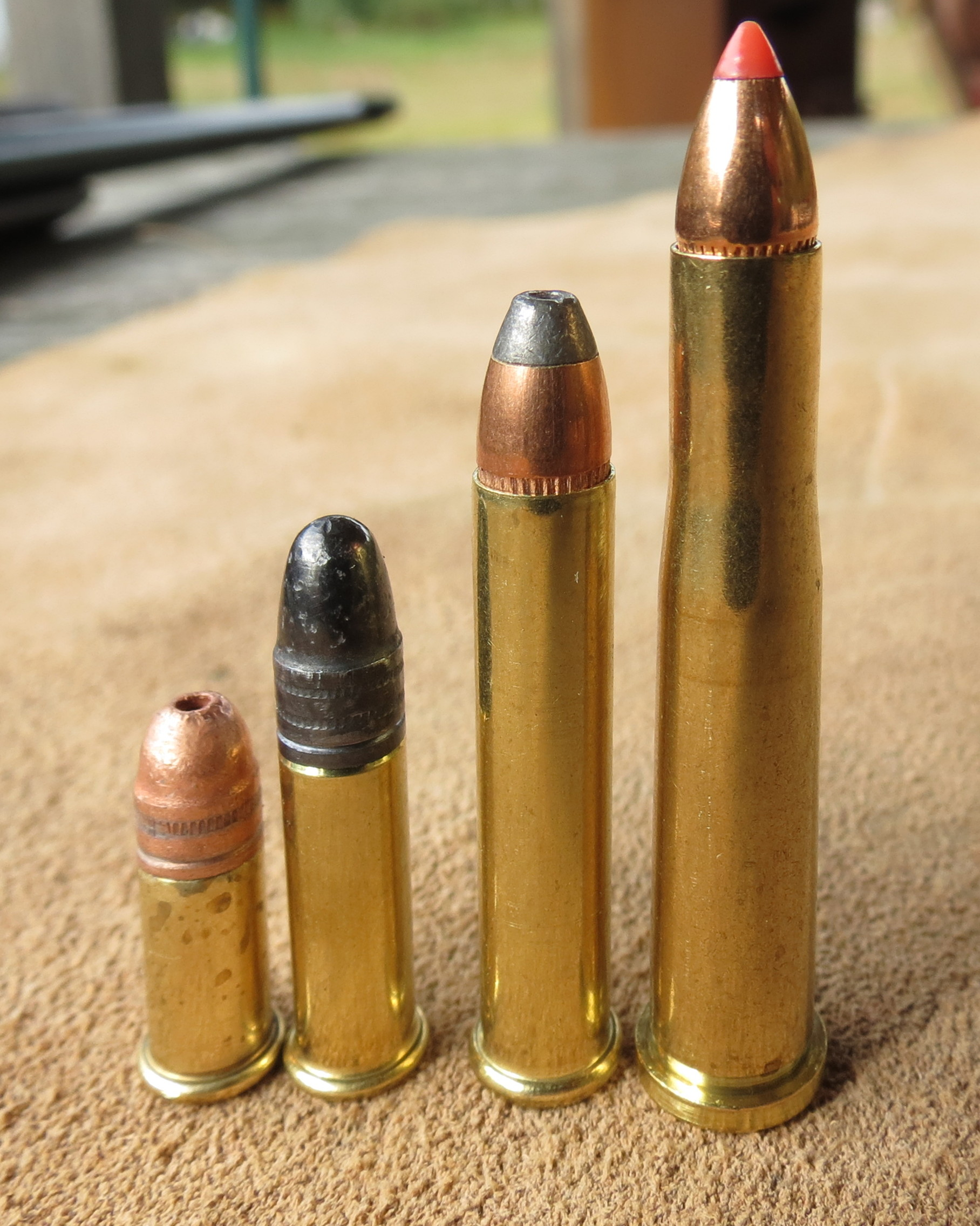
왼쪽부터 .22 쇼트, .22 LR, .22 윈체스터 매그넘 림파이어, .22 호넷

.22 WMR은 훨씬 이전에 출시된 .22 WRF의 확장되고 더 강력한 버전이다. 이와 반대되는 주장에도 불구하고, .22 WMR은 특별히 이 탄약을 위해 약실이 제작된 총기 외에는 안전하게 사용할 수 없다. .22 WRF를 위해 약실이 제작된 총기조차도 적합하지 않다. 예를 들어, 탄피 길이가 다르고 탄약이 약실에 맞는다고 해서 잘못된 탄약을 사용하는 것이 안전하거나 효과적이라는 보장은 없다.
.22 WMR은 한때 가장 강력한 림파이어 탄약이었다. 심지어 .22 WCF보다도 성능이 뛰어났다. 그러나 이후 .17 윈체스터 슈퍼 매그넘에 의해 속도와 전체 운동 에너지 면에서 능가되었다.
소매점에서 흔히 구할 수 있지만, .22 WMR의 선택과 가용성은 인기 있는 .22 롱 라이플에는 미치지 못한다. 또한, .22 WMR은 일반적으로 .22 LR보다 발당 훨씬 비싸지만, 전체적인 성능 면에서 훨씬 유사한 .17 HMR과 비슷하며, .22 구경 중앙 발화 탄약보다는 저렴하다.
.22 WMR용으로 약실이 제작된 소총 중 다수가 튜브형 탄창을 사용하기 때문에, 탄환 코는 일반적으로 납작하거나 적어도 뭉툭하여 부드러운 급탄을 가능하게 하고 탄환 손상을 줄인다. 림파이어 탄약의 뾰족한 탄환이 앞에 있는 탄약의 뇌관에 닿지 않더라도 (이는 튜브형 탄창의 중앙 발화 탄약에서는 위험하다), 제조사의 도장은 림파이어 탄약의 밑부분 중앙에 있으며, 이것이 튜브 안의 뾰족한 금속 탄환과 간섭할 수 있다. 그러나 레밍턴, CCI, 혼아디는 이제 30 또는 33-그레인 (2.1 g) 폴리머 플라스틱 탄도 팁이 있는 탄환 디자인을 생산하여 튜브형 탄창에서 뾰족한 탄약의 위험을 줄인다.
.22 WMR용 탄환은 일반적으로 무윤활 납에 두꺼운 구리 도금이 되어 있으며, 소형 사냥 또는 해충 통제 (유해 조수 사냥)용으로 설계된 솔리드 노즈 또는 할로우 포인트 스타일이다.
.22 WMR용 상업용 탄약의 제한된 선택은 전문 와일드캐터들이 고성능 림파이어 탄약을 수제 장전하기 위해 .22 WMR 케이스를 선택하도록 영감을 주었다. 일반적으로 그들은 공기 역학적 이점을 위해 뾰족한 탄환으로 와일드캣 탄약을 장전하며, .22 구경 중앙 발화 탄약과 동일한 탄환을 사용한다. 이러한 탄환은 일반적으로 표준 .22 WMR보다 무겁지만, 날카로운 코와 테이퍼진 꼬리는 에너지를 더 잘 보존하여 더 긴 거리에서 더 큰 충격을 전달한다.
다른 와일드캐터들은 최대 속도와 가장 평탄한 탄도를 얻기 위해 .22 WMR을 .20(5 mm) 및 .17(4.5 mm) 또는 더 작은 구경으로 축소하기도 한다. 그러한 실험적 설계의 예로는 스웨덴의 4.5×26mm MKR이 있다.

## 같이 보기
- .22 BB
- .22 CB
- .22 쇼트
- .22 롱
- .22 엑스트라 롱
- .22 롱 라이플
- .22 호넷
- 5mm 구경
- 권총 탄약 목록
- 소총 탄약 목록
- 림파이어 탄약 목록
- 권총 및 소총 탄약표

## 추가 자료
- Barnes, Frank C., ed. by John T. Amber. ".22 Winchester Magnum Rimfire", in Cartridges of the World, pp. 275. Northfield, IL: DBI Books, 1972. ISBN 978-0-695-80326-1.
- Cartridges of the World 11th Edition, Book by Frank C. Barnes, Edited by Stan Skinner, Gun Digest Books, 2006, ISBN 978-0-89689-297-2 p. 479